# Antoine Mendy (cestista)
Antoine Mendy (Parigi, 16 agosto 1983) è un ex cestista francese con cittadinanza senegalese.

## Carriera
Con il Senegal ha disputato tre edizioni dei Campionati africani (2009, 2015, 2017).

## Palmarès
- Match des Champions: 1

Pau-Orthez: 2007